# 2008년 서울특별시교육감 선거
2008년 서울특별시 교육감 선거는 주민 직선으로 서울특별시 교육감을 선출하는 선거이다. 

## 선거 일정
- 예비 후보 등록 : 2008년 4월 1일 ~
- 후보자 등록 신청 : 2008년 7월 15일 ~ 7월 16일
- 투/개표 : 2008년 7월 30일

## 예비 후보 등록
- 공정택 서울시교육감
- 김성동 전 경일대 총장
- 박장옥 전 동국대학교 사범대학 부속고등학교 교장
- 이규석 중앙대교육대학원 겸임교수
- 이인규 아름다운학교 운동본부 상임대표
- 이영만 전 경기고 교장
- 장희철 행정사사무소 대표
- 조창섭 서울대 명예교수
- 주경복 건국대 교수

## 같이 보기
- 대한민국의 주민직선 교육감 선거